# Christian Felix Weiße
Pour les articles homonymes, voir Weiße.

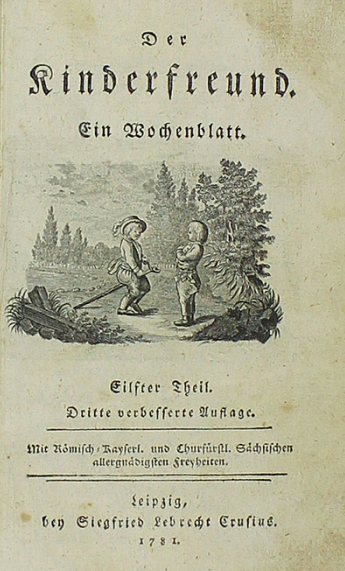
Magazine pour enfants Der Kinderfreund (partie 11, 1781).

Christian Felix Weiße, né à Annaberg-Buchholz le 28 janvier 1726 et mort à Leipzig le 16 décembre 1804, est un pédagogue, dramaturge et écrivain allemand.

## Biographie
Weiße a étudié de 1745 jusqu’à 1750 la philologie et la théologie à l’université de Leipzig où il a fait la connaissance, entre autres, de Gellert, Lessing, Neuber, Rabener et von Kleist. En 1759, il s’est chargé, à la demande de Nicolai, de la direction éditoriale de la Bibliothek der Schönen Wissenschaften (Bibliothèque des belles-lettres).
Weiße compte parmi les représentants importants des Lumières et il est considéré comme le fondateur de la littérature d’enfance et de jeunesse allemande. Il a beaucoup écrit pour le théâtre et dans le genre lyrique. Ses Trauerspiele (Tragédies ; Leipzig, 1776-1780), parmi lesquelles on remarque Richard III, Atrée et Thyeste, Roméo et Juliette, témoignent de ses efforts plus que de ses succès pour concilier la régularité de l’art tragique français avec la passion et le mouvement du drame.
Ses Lustspiele (Comédies ; Ibid., 3 vol.) ne manquent pas de gaieté ; les meilleures sont : Amalia et les Poètes à la mode. On cite aussi avec éloges ses Comische Opern (Opéras comiques ; Ibid., 1767-1771, 3 vol.), entre autres Sans amour et sans vin, le Diable décharné, l’Amour aux champs.
Ses Lyrische Gedichte (Poésies lyriques ; Ibid., 1772, 3 vol.) comprennent des Chansons lyriques qui ont été longtemps goûtées, des Chants de l’enfance, qui se recommandent par leur moralité, et des Chants d’amazones. Weiße a publié avec Mendelssohn, puis seul, une Bibliothek der schönen Wissenschaften (Bibliothèque des belles-lettres), qui contribua à répandre le bon goût, puis des écrits périodiques à l’usage de la jeunesse et de l’enfance : Der Kinderfreund (l’Ami des enfants ; 1776-82, 24 vol.), et Briefwechsel der Familie des Kinderfreundes (Correspondance de famille de l’Ami des enfants).
À côté de sa poésie lyrique et de ses drames, Weiße a eu un très grand succès avec sa revue pour enfants Der Kinderfreund  (l’Ami des enfants), la première du genre en Allemagne, et qui a paru de 1775 à 1782 en 24 vol. Il a laissé son Autobiographie (Selbstbiographie ; Leipzig, 1806, publiée par son fils Christian-Ernst.
Il est enterré à l'ancien cimetière Saint-Jean de Leipzig. En 1826, le centième anniversaire de la naissance de Weiße a été célébré à Leipzig et à Annaberg et une école d’enfants pauvres fut fondée sous son nom, dans cette dernière ville.